# Liste der Kantone auf Martinique
In dem französischen Übersee-Département Martinique bestanden bis 2015 die folgenden 45 Kantone in 4 Arrondissements. Seither besteht auf Martinique keine Untergliederung mehr in Kantone:

## Arrondissement Fort-de-France
- Fort-de-France-1
- Fort-de-France-2
- Fort-de-France-3
- Fort-de-France-4
- Fort-de-France-5
- Fort-de-France-6
- Fort-de-France-7
- Fort-de-France-8
- Fort-de-France-9
- Fort-de-France-10
- Le Lamentin-1 Sud-Bourg
- Le Lamentin-2 Nord
- Le Lamentin-3 Est
- Saint-Joseph
- Schœlcher-1
- Schœlcher-2

## Arrondissement Le Marin
- Les Anses-d’Arlet
- Le Diamant
- Ducos
- Le François-1 Nord
- Le François-2 Sud
- Le Marin
- Rivière-Pilote
- Rivière-Salée
- Sainte-Anne
- Sainte-Luce
- Saint-Esprit
- Les Trois-Îlets
- Le Vauclin

## Arrondissement Saint-Pierre
- Le Carbet
- Case-Pilote-Bellefontaine
- Le Morne-Rouge
- Le Prêcheur
- Saint-Pierre

## Arrondissement La Trinité
- L’Ajoupa-Bouillon
- Basse-Pointe
- Gros-Morne
- Le Lorrain
- Macouba
- Le Marigot
- Le Robert-1 Sud
- Le Robert-2 Nord
- Sainte-Marie-1 Nord
- Sainte-Marie-2 Sud
- La Trinité